# 白溪乡
白溪乡，是中华人民共和国四川省阿坝藏族羌族自治州茂县曾经下辖的一个乡。2019年12月，撤销白溪乡，将原白溪乡罗顶寨村、何家坝村、余家沟村、紫坪山村所属行政区域划归洼底镇管辖，原白溪乡王家山村、杜家坪村、白溪村所属行政区域为沙坝镇的行政区域。

## 行政区划
白溪乡撤销前下辖以下地区：
白溪村、余家沟村、紫坪山村、何家坝村、罗顶寨村、王家山村和杜家坪村。